# Bataillon Comte
Le bataillon Comte est une unité des Forces françaises de l'intérieur du département de l'Indre créé en juin 1944 à partir des maquis des cantons de Levroux, Vatan et Graçay. Le bataillon prend le nom de son chef, le capitaine Roland Pérot, alias Comte dans la Résistance.

## Historique du bataillon
Le bataillon a été constitué à partir de mai 1942 et prend part, dans un premier temps, à des missions de surveillance des mouvements de troupe ennemie. Ces opérations sont cependant très limitées en raison de l'absence de militaire dans la zone de surveillance.
Un groupe spécialisé est par ailleurs chargé de la gestion des parachutages de matériel et de personnel, des atterrissages d'avion (en liaison avec Robert  Monestier) et de la réorganisation de la ligne de passage des Pyrénées. Le premier parachutage d'armes et de munitions a lieu le 3 août 1943.
L'unité est chargée officiellement du sous-secteur de Vatan (sous-secteur no 1) par Francis Perdriset, commandant le secteur Nord-Indre FFI (le secteur est divisé en 4 sous-secteurs : Comte (Roland Pérot), Robert (Parrain), Émile (Georges Prieur) et La Lingerie (Paul Vannier)).
Le bataillon comptera 21 tués durant les combats de l'été 1944.

## Principales actions du maquis
La première action de l'unité date du 5 août 1943 mais le bataillon n'est officiellement formé que le 6 juin 1944 dans les bois de Vatan. Le maquis ne reste dès lors que 5 ou 6 jours sur le même emplacement afin de dérouter la Milice et la Gestapo sur la situation de l'unité.

### 1944
- Du 6 juin au 14 juillet 1944, des embuscades sont placées quotidiennement sur les routes Vatan - Graçay, Vatan - Levroux, Vatan - Issoudun et Valencay, dans la forêt de Gatine et le bois Saint-Paul.
- 27 juin : attaque d'une colonne de camions par embuscade par une compagnie de 200 hommes en forêt de Gatine. Bilan : 4 camions sont endommagés.
- 12 juillet : une colonne de camions est prise entre deux embuscades par 180 hommes du bataillon. Bilan : 6 prisonniers et 2 camions.
- 19 juillet : attaque d'une colonne de camions par 2 compagnies (250 hommes). Bilan : 4 prisonniers et 4 camions endommagés.
- 24 juillet : parachutage dans le bois du Landais d' 1 commandant anglais, 1 lieutenant français, 1 radio, des armes et des munitions.
- 29 juillet : destruction de tous les ponts du secteur. Seule une route reste sans obstacles afin de contraindre les Allemands à tomber dans les embuscades.
- 4 août : parachutage d'armes et de munitions.
- 20 août : attaque d'une colonne de camions de la Feldgendarmerie dans la région de Couffy par 320 hommes du bataillon. Bilan : 3 prisonniers, 3 camions, 2 véhicules légers.
- 29 - 31 août : attaque des colonnes allemandes sur la RN20 entre Saint-Aignan et Couffy en lien avec l'aviation anglaise. La colonne est faite prisonnière dans la région de Romorantin. De nombreux camions, chars et pièces d'artillerie sont détruits.
- Septembre 1944 : le bataillon se trouve en présence d'une concentration importante de forces ennemies dans le département. La 1re compagnie du lieutenant Guiet subit une forte attaque à Mareuil-sur-Cher et, menacée d'encerclement, doit se replier.
- 3 septembre : attaque d'une dernière colonne de camions. Bilan : 2 prisonniers, 7 camions détruits. Le bataillon assure la défense des ponts sur le Cher. Aucun ne sautera malgré les diverses tentatives ennemies.
- À partir du 15 septembre : les Allemands ayant quitté l'Indre, le bataillon Comte prend en charge la surveillance des ponts et points de passage obligés.

## Organisation
Le bataillon comprend trois compagnies, un PC et un corps franc.
- La 1re compagnie est commandée par le capitaine Camille.
- La 2e compagnie est commandée par le capitaine Durand.
- La 3e compagnie aux ordres du capitaine Chasseur.

## Dissolution et intégration au90eRI puis au1erBCP
Le bataillon Comte rejoint Châteauroux début octobre 1944 et devient le premier bataillon du 90e Régiment d'infanterie qui intègre également le secteur Indre-Nord no 2, le bataillon La Lingerie, des éléments du groupe Indre-Ouest et le maquis de Luant.
Après la dissolution du 90e RI le 15 novembre 1944, les effectifs du bataillon rejoindront la 4e demi-brigade de Chasseurs à Pied et forment le 1er Bataillon de Chasseurs à Pied à compter du 1er janvier 1945. Le 1er BCP est alors commandé par le commandant Paoli qui laisse bientôt la place au commandant Roland Pérot, alias Comte. 
Le 1er BCP part pour le front d'Alsace le 7 janvier 1945 et prend part à la libération de la poche de Colmar. 
Avec le 5e Bataillon de Chasseurs à Pied, il s'embarque le 3 mars 1945, après une période d'instruction dans les Vosges, pour le front de la Poche de Saint-Nazaire. Le bataillon tient le secteur de Fégréac jusqu'à la libération de la poche. 